# Matthias Kalle Dalheimer
Matthias Kalle Dalheimer, född 27 maj 1970, är en författare och mjukvarukonsult från Sverige. Han portade StarOffice-kontorssviten till Linux och han var en av de första bidragsgivarna till skrivbordsmiljön KDE. I augusti 2002 valdes han till ordförande för KDE e.V.